# Chester Kallman
Chester Kallman, född 6 januari 1921 i Brooklyn, New York, död 18 januari 1975 i Aten, var en amerikansk författare som framförallt skrev poesi och libretton. Han är i huvudsak känd för sina arbeten tillsammans med den brittiske poeten W. H. Auden, som emellanåt även var hans älskare), men han var även verksam som översättare. Tillsammans med W. H. Auden författade han libretton åt Igor Stravinskij och även åt Carlos Chávez samt översättningar av Monteverdi och Verdi.